# Liste der Bremerhavener Fischdampfer

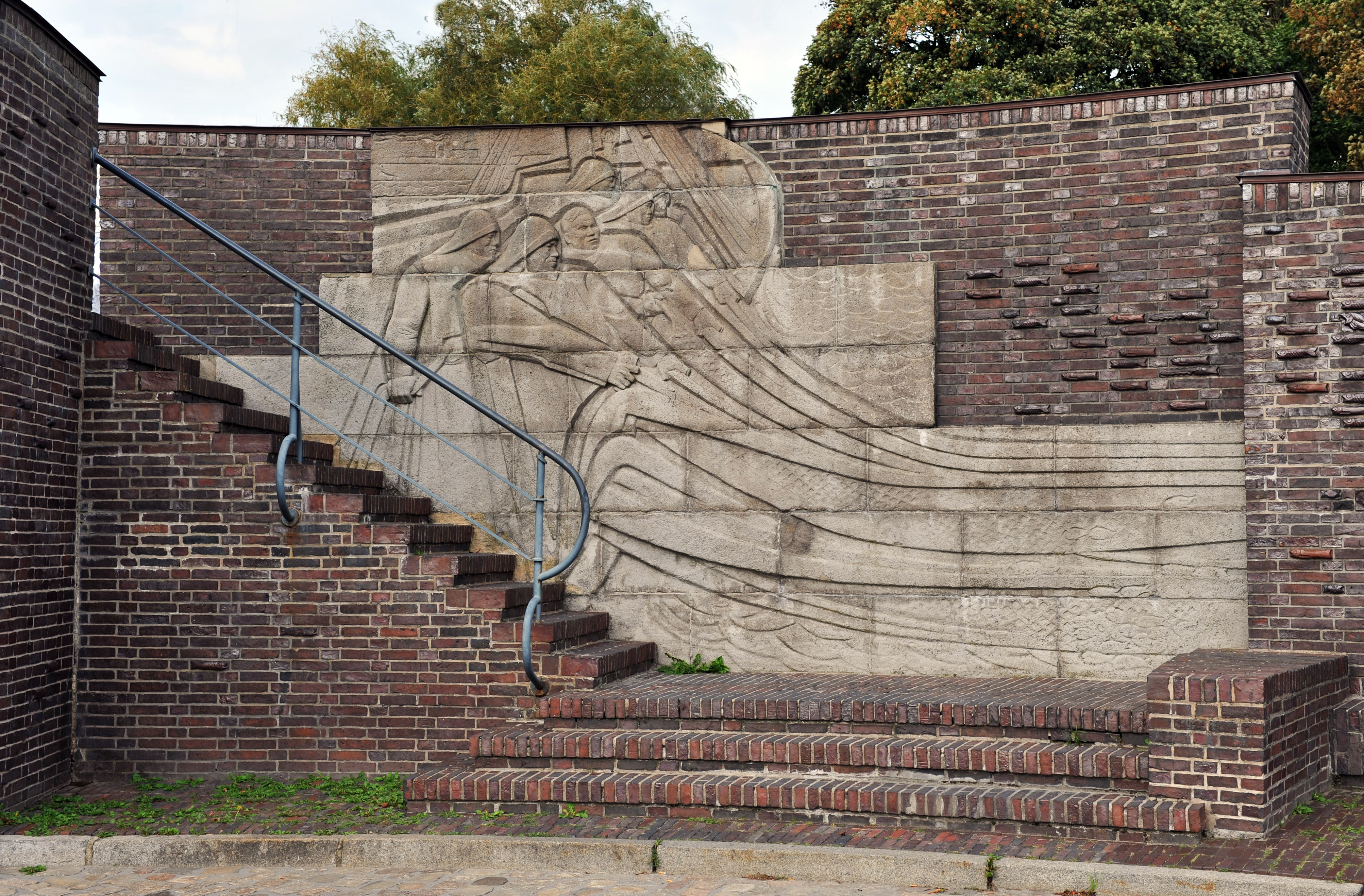
Das Busse-Denkmal erinnert an den Beginn der modernen Hochseefischerei in Bremerhaven

Die Liste der Bremerhavener Fischdampfer verzeichnet die 1961 im Fischereihafen beheimateten Trawler. Mit 114 von 203 Schiffen waren sie das Rückgrat der deutschen Hochseefischerei. Von den zwölf Reedereien waren acht in Bremerhaven ansässig. Gebaut waren die meisten Schiffe auf Werften in Bremerhaven. 

## Liste
| Reederei Gründung                                          | Reedereiflagge | Reeder | Schiffsname | Indienststellung                                                                | Bruttoregistertonnen                                                                | PS                                                                                   | Fassungsvermögen in Korb                                                                                 | Bauwerft |
| ---------------------------------------------------------- | -------------- | --- | --- | ------------------------------------------------------------------------------- | ----------------------------------------------------------------------------------- | ------------------------------------------------------------------------------------ | --- | --- |
| F. Busse KG 1885                                           |                | Friedrich Carl Busse | Vest Recklinghausen Sagitta Ludwig Schweisfurth Hermann Ahlers Maria von Jever Stadt Herten Anna Busse Friedrich Busse | 1961 1958 1956 1955 1954 1952 1951                                              | 940 720 654 626 530 628 532 589                                                     | 1800 2000 1000 820 880 900 875                                                       | 6000 5200 5500 5200 4600 5200 4500 5200                                                                  | Rickmers Rickmers Seebeck Rickmers Unterweser Rickmers Unterweser Rickmers |
| Gemeinwirtschaftliche Hochseefischerei GmbH 1. August 1948 |                | Johann Greiß Erich Dehl | Heinrich Kern Hans Böckler Carl Wiederkehr Heinrich Meins Henry Everling Gustav Dahrendorf Gerhard van Heukelum Hein Davidsen Neumünster Rendsburg Hans vom Hoff Matthias Föcher Gustav Borgner Max Brauer Peter Schlack Oskar Schulze Josef Bodden Ferdinand Vieth | 1961 1959 1957 1955 1954 1951 1950 1950 1949 1949 1948                          | 1244 719 826 652 640 629 595 513 516 588 549 398 396 398 392 393                    | 2400 2400 1650 1500 1310 1310 875 1205 875 880 600 600 600 600 600                   | 4800 4800 5600 5500 5000 5300 5500 5500 3500 3500 3500 3500 3500                                         | Flender Flender Rickmers Seebeck Flender Rickmers Norderwerft Seebeck Stülcken Howaldt Vulkan Flensburger Flender                                                             |
| Hanseatische Hochseefischerei AG 29. Juni 1929             |                | Karl-Heinz Becke Julius Degener Georg Stoll                                                                                    | Mellum Hanseat Hohe Weg Rotersand Karlsburg Hermann Krause Roland Schütting Schwertfisch Weser | 1961 1960 1960 1955 1951 1950 1944 1938                                         | 945 945 945 945 646 645 583 574 541 640                                             | 2345 2345 2345 2345 1000 1000 800 1000                                               | 6000 6000 5200 5000 4200 6000                                                                            | Unterweser Unterweser Unterweser Seebeck Unterweser Seebeck |
| Ludw. Janssen & Co. April 1906                             |                | Ludwig Janssen | Grönland Island Falkland Helgoland Carsten Janssen | 1961 1958 1955 1953 1949                                                        | 1000 842 649 569 394                                                                | 2160 1100 1000 600                                                                   | 6000 5500 5000 3500                                                                                      | Seebeck Seebeck J. L. Meyer |
| Hochseefischerei Kämpf & Co. KG 6. Mai 1888                |                | Helmut Kämpf Gerhart Sommer | Carl Kämpf Johannes Krüss Hugo Homann J. Hinr. Wilhelm Christian Homann Hans Homann Max Gundelach Bernhard Grundmann Heinrich Bueren Auguste Kämpf | 1957 1956 1955 1954 1953 1952 1950 1949                                         | 681 650 763 614 536 534 530 589 394                                                 | 1560 1000 1250 850 875 950 835                                                       | 6500 6000 5500 6000 4500 5200 3000                                                                       | Rickmers Seebeck Unterweser Rickmers Unterweser Rickmers Rickmers |
| Kohlenberg & Putz 1907                                     | 0              | Karl-Heinz Becke Julius Degener Georg Stoll                                                                                    | Katfisch Sägefisch Schellfisch Thunfisch | 1960 1959 1958                                                                  | 825 825                                                                             | 1560 1560 1560                                                                       | 5500 5500 5800 5500                                                                                      | Unterweser Unterweser Unterweser |
| Hans Kunkel Hochseefischerei 15. Oktober 1911              |                | Wilhelm Kunkel | Mosel Hans Kunkel | 1954 1950                                                                       | 535 513                                                                             | 820 800                                                                              | 4600 4800                                                                                                | Unterweser Unterweser |
| Norddeutsche Hochseefischerei AG 30. Juni 1907             |                | Dr. W. Erdmann | Vikingbank Spitzbergen Dohrnbank Malangen Andenes Haltenbank Fladengrund Franz Schau Lofoten Skolpenbank Brahe Alexander von Humboldt | 1961 1958 1956 1955 1952 1951 1950 1949 1944 1943 1939 1938                     | 1000 843 649 651 567 565 555 393 546 546 488 686                                    | 2160 1100 1000 1000 1000 750 600 750 800 1000                                        | 6400 6000 5500 5000 3600 4500 4000 5400                                                                  | Seebeck Seebeck Seebeck Seebeck Lübecker Seebeck Rickmers |
| Nordsee Deutsche Hochseefischerei GmbH 23. April 1896      |                | Herbert Fornell Gottfried Nagel Berthold Freyberg Dr. Fr. Hoppe M. v. d. Meulen M. H. Rehder A. Scholl-Poensgen K. H. Veldhuis | Bremerhaven Düsseldorf Berlin Nordenham Regensburg Saarbrücken Essen Braunschweig Frankfurt am Main Gelsenkirchen Mainz Bremen Passau Speyer Bonn Dortmund Nürnberg Mönchengladbach Wesel Osnabrück Tübingen Aachen Wulsdorf Mannheim Lehe Geestemünde              | 1961 1961 1960 1958 1957 1955 1954 1953 1944/1953 1952 1951 1951 1950 1949 1949 | 941 973 936 973 716 725 653 654 650 637 565 545 453 565 620 526 395 554 449 394 394 | 1850 1850 1850 1850 1000 1000 1000 850 850 1000 800 900 1000 875 850 750 800 750 750 | 5900 5200 5900 5300 5300 5300 5500 4800 5300 4000 5100 5300 5200 4400 3500 5300 5200 3200 3200 3200 3200 | Seebeck Seebeck Rickmers Seebeck Rickmers Seebeck Seebeck Rickmers Seebeck de Schelde Vulkan Seebeck Rickmers Unterweser Seebeck Seebeck Vulkan Seebeck Seebeck Vulkan Vulkan |
| Hochseefischerei Nordstern AG 1905                         |                | Heinrich Loges | Nordstern Saturn Jupiter Aldebaran Regulus Mond Perseus Sonne Antares | 1960 1957 1956 1955 1952 1951 1950 1944                                         | 893 757 647 649 566 526 520 513 556                                                 | 1650 1250 1000 1000 800 900 800 750                                                  | 7500 6000 5500 550 4800 4500 4800 4500                                                                   | Unterweser Unterweser Seebeck Seebeck Unterweser J. L. Meyer Unterweser de Schelde                                                                                            |
| F. A. Pust Hochseefischerei AG 7. Dezember 1887            |                | Heinrich Addicks | Mechthild Max Pust Paul Meentzen Lützow | 1955 1952 1950 1943                                                             | 647 566 556 545                                                                     | 1000 1000 800 800                                                                    | 5000 5500 4400                                                                                           | Seebeck Seebeck Seebeck |
| Söhle KG 16. Dezember 1929                                 | 0              | Karl-Heinz Becke Julius Degener Georg Stoll                                                                                    | Kormoran Salzburg Albatros Richard Kaselowsky Straßburg Wartburg | 1959 1957 1956 1950 1950                                                        | 825 651 647 591 570                                                                 | 1560 1000 875 850 850                                                                | 5500 6000 5200 5000 5000                                                                                 | Unterweser Seebeck Rickmers Seebeck Seebeck |